# Emblanda
Emblanda is een geslacht van weekdieren uit de klasse van de Gastropoda (slakken).

## Soort
- Emblanda emblematica (Hedley, 1906)